# Arkansas
Arkansas és un estat del centre-sud-est (regió Sud) dels Estats Units d'Amèrica, amb capital a la ciutat de Little Rock. Limita amb el riu Mississipi, i els estats de Missouri, Oklahoma, Tennessee, Louisiana, Texas i Mississipi. El nom de l'estat deriva de la paraula kansas (el terme amb què els indis algonquins designaven els indis quapaw), tal com la pronunciaven els francesos al segle xvii.

## Medi físic
Des del punt de vista geomorfològic, el territori d'Arkansas es pot dividir en dues grans regions naturals: les terres altes de l'oest, que cobreixen la regió d'Ouchita i l'altiplà d'Ozark; i les terres baixes, que abasten la plana fluvial del Mississipi i la plana costanera del golf de Mèxic. Al nord-oest d'aquesta plana s'eleva la serralada de Crowley, una formació de llois (sediments eòlics) que forma una 'serra' de 150 metres d'altura mitjana i 20 quilòmetres d'amplària. La plana costanera del golf de Mèxic comença al sud de Little Rock i s'eleva gairebé imperceptiblement fins a aconseguir una altura mitjana de 90 metres. Gran part de la riquesa agropecuària d'Arkansas es localitza en aquesta plana costanera, rica en pastures.
Les terra altes, Ouchita i l'altiplà d'Ozark, contrasten amb la resta del territori descrit anteriorment, en tractar-se d'una unitat que s'eleva 850 m sobre el nivell del mar. El punt més alt de l'estat, el mont Magazine (860 m), es troba en aquesta zona. Les terres altes són una regió boscosa, amb població escassa i dispersa. A la messeta d'Ozark hi destaquen les muntanyes Boston, pujols de 600 metres que l'erosió del vent ha dividit en seccions escalonades i que després han format superfícies escarpades.
El riu Mississipi, que marca la frontera est de l'estat, és principal receptor de les aigües de la majoria dels corrents fluvials que drenen el territori d'Arkansas: els rius Little Red, Ouchita, Arkansas i Saint Francis. Així mateix, té nombrosos llacs, la major part d'ells obres d'enginyeria construïdes a la regió del nord a partir de 1940.
El clima d'Arkansas és suau, ja que els vents del sud impedeixen els hiverns excessivament freds, si bé a la zona meridional les temperatures són notablement més altes que al nord (on a vegades s'han registrat temperatures per sota els -17 °C). Així, les temperatures mitjanes a l'hivern són de 2 °C, i de 27 °C a l'estiu. Les precipitacions mitjanes anuals (rarament en forma de neu) se situen entorn de 1.200 mm, concentrades entre els mesos de maig i desembre, ja que les tempestes d'estiu són escasses i la tardor és generalment una estació seca, la qual cosa beneficia en gran manera les activitats agrícoles.

## Economia i població

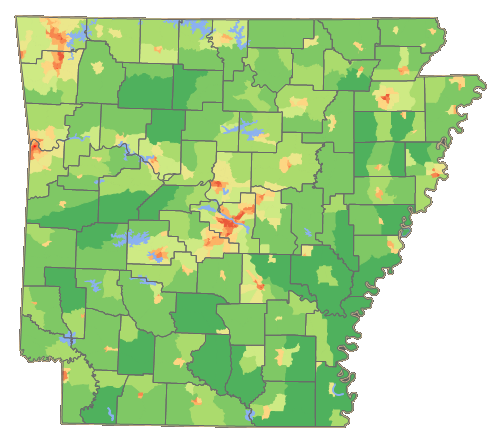
Mapa de la densitat demogràfica d'Arkansas.

Les activitats més importants d'Arkansas són la indústria, el comerç, les activitats agropecuàries i la mineria. Els sectors que donen feina a més persones són, per aquest ordre, els serveis, el comerç i la indústria.
El 40% de la terra d'Arkansas són granges, amb una grandària mitjana de 117 ha. La tercera part de la producció d'aquestes explotacions es dediquen al conreu, sobretot d'arròs (el major productor dels EUA) i de cotó (el sisè major productor del país), encara que també produeixen soja, blat i sorgo. Arkansas és un dels màxims productors en el país de pollastres, galls d'indi i ous, i té una significativa producció de bestiar boví. Les seves piscifactories, on es produeixen sobretot barbs i carpes, aporten forts ingressos a l'estat.
Arkansas té una superfície boscosa que ocupa la meitat del seu territori, i que s'explota en gran manera per a la producció de fusta, sobretot de fustes toves (ocupa el desè lloc com major productor de fusta als EUA).
Els seus recursos miners més importants són el gas natural i el brom, a més de tenir l'única mina de diamants dels EUA
Les seves indústries més destacades són les de processament de productes alimentaris (sobretot arròs), equips electrònics, tractament de fusta i producció de paper i derivats.
D'acord amb les dades de l'Oficina del Cens dels Estats Units, la població total de l'estat és de 2,8 milions d'habitants, amb una taxa de creixement anual del 0,9%. La població urbana d'aquest estat es xifra en el 48,3% (1996), molt per sota el nivell nacional (79,9%). El 25,8% dels residents d'Arkansas són menors de 18 anys, i el 14,3% han complert els 65 anys. L'índex de mortalitat infantil és del 0,93%, molt per sobre de l'índex dels Estats Units, el que el converteix en el tercer estat amb major mortalitat en la població menor d'un any.
La població d'Arkansas es compon d'un 78,5% de blancs; 15,5% negres; 5,4% hispans; 0,7% amerindis; i 1,2% d'origen asiàtic o del Pacífic.
Amb una força laboral d'1,21 milions de persones, el seu nivell d'atur és baix, ja que Arkansas té una taxa d'atur de 4,9% (1998). Els ingressos mitjans anuals per capita són de 18.053 dòlars (1998), i per unitat familiar de 27.665 dòlars, uns 11.000 dòlars per sota la mitjana nacional, el que el converteix en l'estat amb menors ingressos mitjans per família als EUA Malgrat això, l'índex de població que viu per sota l'índex de pobresa és d'un 14,8%, cosa que el situa com el dotzè estat amb major nombre de pobres oficials. Malgrat aquests resultats, la situació ha millorat durant l'última dècada.

## Història
Els primers signes de població humana a Arkansas daten de 10.000 anys abans de la nostra era, amb les restes trobades a la messeta d'Ozark i en la ribera del riu Blanc; també s'han localitzat vestigis de grups emparentats amb els tolteques, al sud-est de la ciutat de Little Rock.
Les terres de l'actual estat d'Arkansas han estat habitades per les tribus quapaw, caddo, osage, choctaw i chickasaw. Els cherokees que van residir a Arkansas eren originaris de Mississipi, d'on van ser expulsats per les autoritats federals i assignats a reserves en aquest territori a principis del segle xix.
Els espanyols van ser els primers europeus que van explorar les terres d'Arkansas, quan Hernando de Soto va arribar-hi el 1541. Ja al segle xvii van començar les exploracions franceses per la regió dels rius Mississipi i Arkansas. El missioner jesuïta Jacques Marquette i el comerciant de pells Louis Jolliet van contribuir, el 1673, al fet que els europeus coneguessin tant la geografia d'aquest estat com l'hostilitat dels indis que l'habitaven. El 1680, La Salle va explorar part del territori quan va navegar pel riu Mississipi al seu camí cap a la costa del golf de Mèxic. Aquestes expedicions van culminar-se amb la reclamació francesa del territori de Louisiana el 1682, que incloïa l'actual estat d'Arkansas. A partir de llavors van començar els assentaments francesos, a l'iniciar-se el poblament de la zona meridional de la vall del Mississipi, al costat dels rius Arkansas i White.
Durant trenta-set anys Arkansas va estar sota govern espanyol, ja que el 1763, després de la Guerra dels Set Anys, França va cedir Louisiana (i per tant aquest territori) a Espanya. El 1800 França va recuperar Louisiana per a vendre-la tres anys més tard als Estats Units. El 1806, es va crear el Districte d'Arkansas com a part del Territori de Louisiana. El Congrés dels Estats Units, que exercia la potestat de govern sobre els territoris dependents, va decidir més tard reorganitzar l'administració d'aquests territoris, després de la qual cosa Arkansas va passar a formar part del Territori de Missouri. El 1819, Arkansas per fi va adquirir estatus de Territori, el primer pas per a iniciar la negociació per a la seva admissió com estat sobirà a la Unió. El procés d'adquisició de l'estatus d'estat d'Arkansas va dependre, no obstant això, de l'admissió d'un altre estat, ja que el Compromís de Missouri va establir que només s'afegirien noves estrelles a la bandera si s'evitava que es trenqués l'equilibri entre estats esclavistes i estats lliures. Després de les admissions de Maine (lliure) el 1820 i Missouri (esclavista) el 1821, no es van admetre nous estats a la Unió fins al 15 de juny de 1836, quan Arkansas va ser admès com estat esclavista, seguit de Michigan el 1837 com a estat lliure.
A l'esclatar la Guerra Civil, Arkansas es va adherir a la Unió, una contradicció que més tard es va corregir, quan Lincoln va tractar que Arkansas reclutés tropes i els seus representants van decidir fer costat a la Confederació. Després d'aquest canvi de fidelitats, es van produir al territori diverses batalles pel control de la vall del Mississipi, la més important en el nord-oest de l'estat, a Pea Ridge. El 1863, els unionistes van prendre Little Rock; a partir de llavors i fins a 1865, Arkansas es va mantenir física i humanament dividida entre confederats i unionistes fins al final de la guerra, el 1865.
L'economia de l'estat va créixer durant les dècades finals del segle xix, gràcies al ferrocarril i al descobriment de jaciments de bauxita. Més tard, ja als anys 20 del segle xx, el descobriment de petroli va assolir complementar la seva economia agrària, basada sobretot en el cultiu d'arròs i soja. La crisi econòmica dels anys 30 i les contínues sequeres van tenir un efecte devastador per a l'estat, que no obstant va assolir recuperar-se gràcies al fet que la Segona Guerra Mundial va crear una gran demanda dels seus productes primaris, tant miners com agropecuaris.
A la fi de la contesa mundial, es va iniciar el procés de dessegregació racial, que es va mostrar especialment conflictiu en alguns estats del Sud: a Arkansas es va produir un dels moments més transcendentals en el Moviment pels Drets Civils als Estats Units, quan les forces el president Eisenhower va haver d'enviar tropes per a evitar que el governador d'Arkansas, Orval I. Faubus, utilitzés la Guàrdia Nacional per a evitar l'entrada d'estudiants negres a les escoles legalment dessegregades com així havia estipulat el Tribunal Suprem el 1958.
L'economia d'Arkansas va créixer a partir de la Segona Guerra Mundial gràcies a la labor del financer i més tard polític, Winthrop Rockefeller, que va atreure nombroses indústries abans i després que fos triat governador, el 1966. No obstant això, la fita més important des del punt de vista econòmic de les últimes dècades va ser la posada en marxa el 1970 del Programa de Desenvolupament del riu Arkansas que ha aconseguit fer possible la navegació des d'aquest riu fins al Mississipi.
El personatge més excel·lent d'Arkansas en tota la seva història ha estat Bill Clinton, qui va governar en aquest estat durant dues legislatures. Clinton va abandonar el seu lloc el 1992, en convertir-se en president dels Estats Units, càrrec per al qual va ser reelegit el 1996.

## Art i cultura
La primera escola pública es va obrir a Arkansas el 1868. Avui dia, aproximadament mig milió d'estudiants estan matriculats als nivells d'ensenyament obligatori (l'escolarització mínima està fixada fins als 15 anys). Arkansas té trenta-quatre institucions d'ensenyament superior, dels quals deu són públiques. La primera universitat d'Arkansas, la Universitat dels Ozarks, va ser fundada a Cane Hill (en l'actualitat se situa a Clarksville), el 1834. La més important de totes, la Universitat d'Arkansas, va ser fundada el 1871 i avui té campus a Fayetteville, Little Rock, Monticello i Pine Bluff. Altres universitats destacables són l'Arkansas College, fundada el 1872 i amb seu a Batesville; la Universitat Estatal d'Arkansas; l'Arkansas Baptist College, creat el 1884 a Little Rock; la Universitat Harding, a Searcy; la Universitat Estatal Henderson, d'Arkadelphia i el Hendrix College, a Conway.
Els museus més excel·lents d'Arkansas són l'Arkansas Arts Center (localitzat en una magnífica mansió d'abans de la Guerra Civil), l'Arkansas Territorial Museum i l'Old State House State History Museum, tots ells a Little Rock; l'University of Arkansas Museum, a Fayetteville; el Southeast Arkansas Arts and Science Center, a Pine Bluff i l'Arkansas State University Museum, de Jonesboro.
Entre els llocs d'interès històric i cultural cal esmentar la Ciutat de la Muntanya 1890, una localitat restaurada a Bull Shoals. La conservació d'aquesta ciutat s'emmarca en l'interès per preservar i difondre les manifestacions culturals i artístiques de les comunitats que van habitar a la regió d'Ozarks. En aquesta Ciutat de la Muntanya s'organitzen exhibicions de música i dansa, tallers i mostres de ceràmica, joieria… Altres llocs d'interès a Arkansas són el Fort Smith National Historic Site, un parc i museu que conté un fort de 1817 i l'Arkansas Post National Memorial, on es conserva les restes del primer assentament francès en la cuenca baixa del Mississipi.
Les institucions artístiques més importants d'aquest estat són l'Orquestra Simfònica d'Arkansas, el Teatre del Centre d'Art dels Nens d'Arkansas, el Teatre de l'Òpera d'Arkansas i el Teatre de Repertori d'Arkansas, tots ells amb seu a la capital, Little Rock.
Aquest estat té una gran tradició periodística, ja que l'Arkansas Gazette, publicat des de 1819 a Little Rock, és el diari més antic que va fundar-se a l'oest del riu Mississipi.
Mark Twain va escriure diverses obres inspirades a Arkansas, entre les quals destaca Vida al Mississipi (1883) i Les aventures de Huckleberry Finn (1884), llibre que reflecteix el dialecte utilitzat pels negres i blancs pobres d'aquesta zona sud dels Estats Units.
Famosos naturals d'Arkansas són els escriptors Maya Angelou, Harry Scott Ashmore, Dee Alexander Brown, Eldridge Cleaver, John Gould Fletcher i John Grisham; els cantants i artistes Jim Ed Brown, Sarah Caldwell, Glen Campbell i Johnny Cash; els esportistes Lou Brock, Paul "Bear" Bryant, John Daly, William Malcolm "Bill" Dickey i Scottie Pippen; l'arquitecte I. Fay Jones; els actors Alan Ladd i James Bridges; el senador J. William Fulbright, i els generals Douglas MacArthur i Wesley Clark.

## Àrees protegides
- Monument Commemoratiu Nacional al Fort Arkansas[3][4]
- Riu Nacional de Buffalo[5][6]
- Lloc Històric Nacional de l'Escola Secundària Central[7]
- Lloc Històric Nacional del Fort Smith[8]
- Parc Nacional de Hot Springs[9]
- Parc Militar Nacional de Pea Ridge[10]
- Lloc Històric Nacional de la Casa Natal del President William Jefferson Clinton[11]